# Ludovico Ariosto
Ludovico Ariosto (névváltozat: Lodovico Ariosto) (Reggio Emilia, 1474. szeptember 8. – Ferrara, 1533. július 6.) olasz költő, író

## Élete
Főnemesi család sarja volt, édesapja, Niccolò Reggio Emilia várkapitánya volt. Ariosto 10 éves korában követte apját Rovigóba, később Ferrarába. 1489 és 1494 között jogot tanult, ezután érdeklődésének megfelelően Gregorio Elladio spoletói humanista vezetésével irodalmat. 
1500-ban apja halála miatt abba kellett hagynia tanulmányait, mivel rá hárult kilenc testvére felnevelésének gondja, s ehhez a több perrel is megterhelt családi birtok önmagában kevés volt. Emiatt 1502-ben elvállalta Canossa várának kapitányságát, majd I. Alfonz modenai herceg fivérének, Estei Hippolit kardinálisnak a szolgálatába állt (1503–1517). Egyre inkább terhessé váló hivatalának 1513-ban szeretett volna véget vetni, amikor X. Leó pápa lépett trónra, de a Medici pápa, akinek kegyében korábban reménykedett, nem fogadta környezetébe, így vissza kellett térnie Hippolit kardinálishoz. Amikor a bíboros 1517-ben magyarországi javainak átvételére indult, Ariosto nem követte, ezért elbocsátották. 
1518-ban Alfonz herceg szolgálatába lépett. 1527-ben feleségül vette Alessandra Benuccit. 1522-ben elvállalta Garfagnana kormányzóságát, ahol három éven át működött. Ferrarába visszatérve a Mirasole városrészben vásárolt magának egy kis kertes házat, ahol haláláig visszavonultan élt feleségével és fiával, Virginióval.

## Munkái

### Kisebb művek
Ariostónak már korai olasz és latin versei is kitűnnek játékosságukkal és közvetlenségükkel. Az írói függetlenség védelmében írta a „Szatírák" közül az elsőt, amikor megtagadta, hogy Hippolit kardinálist Magyarországra kísérje (1517), a másodikat öccséhez, Galassóhoz intézte, ebben az római katolikus egyház romlottságán elmélkedik Rómába indultában (1517. november–december). Szatírái közül a legérdekesebb a hetedik, egyben utolsó, amelyben fiának, Virginiónak görög tanulmányairól szólva kemény bírálatot mond a tudósok világáról. Valamennyi szatírájában megfigyelhető, hogy szívesen és hosszan elidőzik önéletrajzi mozzanatoknál.
Komédiáival elindította az ókor vígjátékainak és alakjainak újrafeldolgozását, a reneszánsz keretein belül keltve életre őket. Első vígjátéka a „Cassaria" (Ládakomédia, 1507) volt, a második az „I suppositi" (Az elcseréltek, 1508), majd hosszabb szünet után a „Negromante" (A varázsló, 1520 vagy 1528), s végül a „Lena" (A kerítőnő, 1528), amely egyben komédiaírói tevékenységének csúcspontja is. Töredékben maradt fenn a „Gli studenti" (A diákok), amelyet 1518-ban kezdett el, s fiai, Gabriele és Virginio fejeztek be. Komédiáinak legsikerültebb alakja kétségkívül a „Lena" agyafúrt szolgafigurája, kicsit kesernyés Corbolója.

### Őrjöngő Lóránt
Csaknem egész életén áthúzódik főművének, az „Orlando furioso”-nak (Őrjöngő Lóránt) című eposz, 1507–1533) formálása, csiszolása. Az első hír a nagy mű alakulásáról 1507. február 3-ból való, de feltehetőleg ekkor már több éve dolgozott rajta. Első, 1509-es feldolgozása még úgy szerepel mint „Gionda” (Pótlás) Matteo Maria Boiardo „Orlando Innamorató”-jához (Szerelmes Lóránt). Az első feldolgozást csak hét év múlva, 1516-ban, a tovább formált másodikat 1521-ben, a harmadik, legcsiszoltabb változatot (amelyet hat énekkel bővített) 1532. október 1-jén adta nyomdába.
A mű a Nagy Károly-mondakörre épít, de a keresztények és a szaracénok küzdelmeit pusztán háttérül használja szövevényes szerelmi történeteihez. Két alapvető szerelmi bonyodalom szövődik egymással párhuzamosan: a hős Orlando a szép pogány leány, Angelica iránti szerelmében csalódik, s amikor kiderül, hogy az Medorót választotta, beleőrül a csalódásba. Ruggero viszont a keresztény Bradamante iránt érez olthatatlan szenvedélyt, feleségül veszi, és megalapítja az Este-házat. E két nagy szerelmi történetet át- és átfonja az epizódok és alakok tömege: Olimpia szomorú históriája, Fiordiligi és Brandimante gyengéd szerelme, Zerbino és Isabella tragédiája, Cloridano és Medoro hősi barátsága, Alcina varázslatai és Atlante várának káprázatai. A tulajdonképpeni cselekmény Párizs birtoklásáért folyik, s központi kalandos figurája a hatalmas erejű, ám gyermekded óriás, a szaracén Rodomonte, akit végül Ruggero öl meg. A harc Lipadusa szigetén dől el: Orlando, Brandimante és Olivero legyőzi a három szaracén hőst, Gradassót, Agramentét és Sobrinót.
A műben Ariosto tudatosan szállítja le az addigi irodalomban emberfelettinek ábrázolt hősöket emberi mértékűre. Orlando nemegyszer ügyetlennek mutatkozik, Ruggero is gyenge stb. Ez az eljárásmód talán a „Szatírák” szemléletéből szivárgott át az eposzba. A mű egyik legnevezetesebb jelenete, amikor Astolfo a Holdba utazik, s ott nem csupán Orlando szerelmi őrületét pillantja meg, hanem egyben minden emberi szenvedély őrültségét.
A mű anyagát népi epikus énekekből (cantari), Boiardo eposzából és az antik nagyepikából meríti, de egyben át is formálja forrásait: a nehézkesből könnyed, a sivárból gazdag világ, az egzaltáltból józan és bölcs szemlélet válik. Ariosto negyvenhat énekből álló műve fantáziaképek, álmok és realitás szövedékéből áll össze. A munka Itáliában egyértelműen a reneszánsz irodalom tetőpontja, nyelvezete helyi dialektális elemekkel színezett toszkán nyelv.

## Hatása
Ariosto hatása óriási volt, bár követője nem akadt. A 16. században 154 kiadást ért meg, 1600 és 1679 közt már csupán 31-et, 1679 és 1713 közt nem is adták ki. A felvilágosodás, majd a romantika hozta meg újra Ariosto megbecsülését – leginkább az „Orlando furioso" című munkájáét – amely megbecsülés azóta is tart. A mű hatása érezhető Zrínyi Miklós „Szigeti veszedelem" című eposzában, Arany János a „Toldi szerelme" című munkájában egyes motívumokat kölcsönöz tőle. A mű számos zeneszerzőt is megihletett.

## Magyarul
- Ariosto Őrjöngő Lórántja. Az éposz legértékesb részei, 1–2.; ford., tan., jegyz. Radó Antal; Franklin, Bp., 1893
- Az őrjöngő Lórántból Olympia története; ford. Radó Antal; Lampel, Bp., 1914 (Magyar könyvtár)
- Az elcseréltek; ford. Jékely Zoltán; in: Olasz reneszánsz komédiák; szerk., bev. jegyz. Marx József; Gondolat, Bp., 1972 (Európai antológia. Reneszánsz sorozat)
- Az eszeveszett Orlando, 1–2.; ford. Simon Gyula; Nemzeti Tankönyvkiadó, Bp., 1994 (Felfedezett klasszikusok)
- Szatírák / Satire; ford., jegyz. Simon Gyula, előszó Madarász Imre; Eötvös, Bp., 1996 (Eötvös klasszikusok)
- Öt ének; ford., bev. Simon Gyula; Eötvös, Bp., 2003 (Eötvös klasszikusok)